# Петер фон Кант
«Петер фон Кант» (фр. Peter von Kant) — художній фільм французького режисера Франсуа Озона, прем'єра якого відбулася 10 лютого 2022 року на 72-му Берлінському кінофестивалі. Головні ролі у картині зіграли Дені Меноше, Ханна Шигулла та Ізабель Аджані.

## Сюжет
Картина стала вільною інтерпретацією фільму Райнера Вернера Фассбіндера "Гіркі сльози Петри фон Кант". Петра тут перетворилася на Петера — кінорежисера, наділеного рисами Фассбіндера та самого Озона  .

## У ролях
- Дені Меноше — Петер фон Кант
- Ханна Шигулла — Розмарі
- Ізабель Аджані — Сідоні
- Халіл Бен Гарбія — Амір

## Виробництво та прем'єра
Прем'єрний показ картини відбувся 10 лютого 2022 року на відкритті 72-го Берлінського кінофестивалю.